# Mădârjești
Mădârjești – wieś w Rumunii, w okręgu Jassy, w gminie Bălțați. W 2011 roku liczyła 860 mieszkańców.